# Wiesenhaus (Neulengbach)

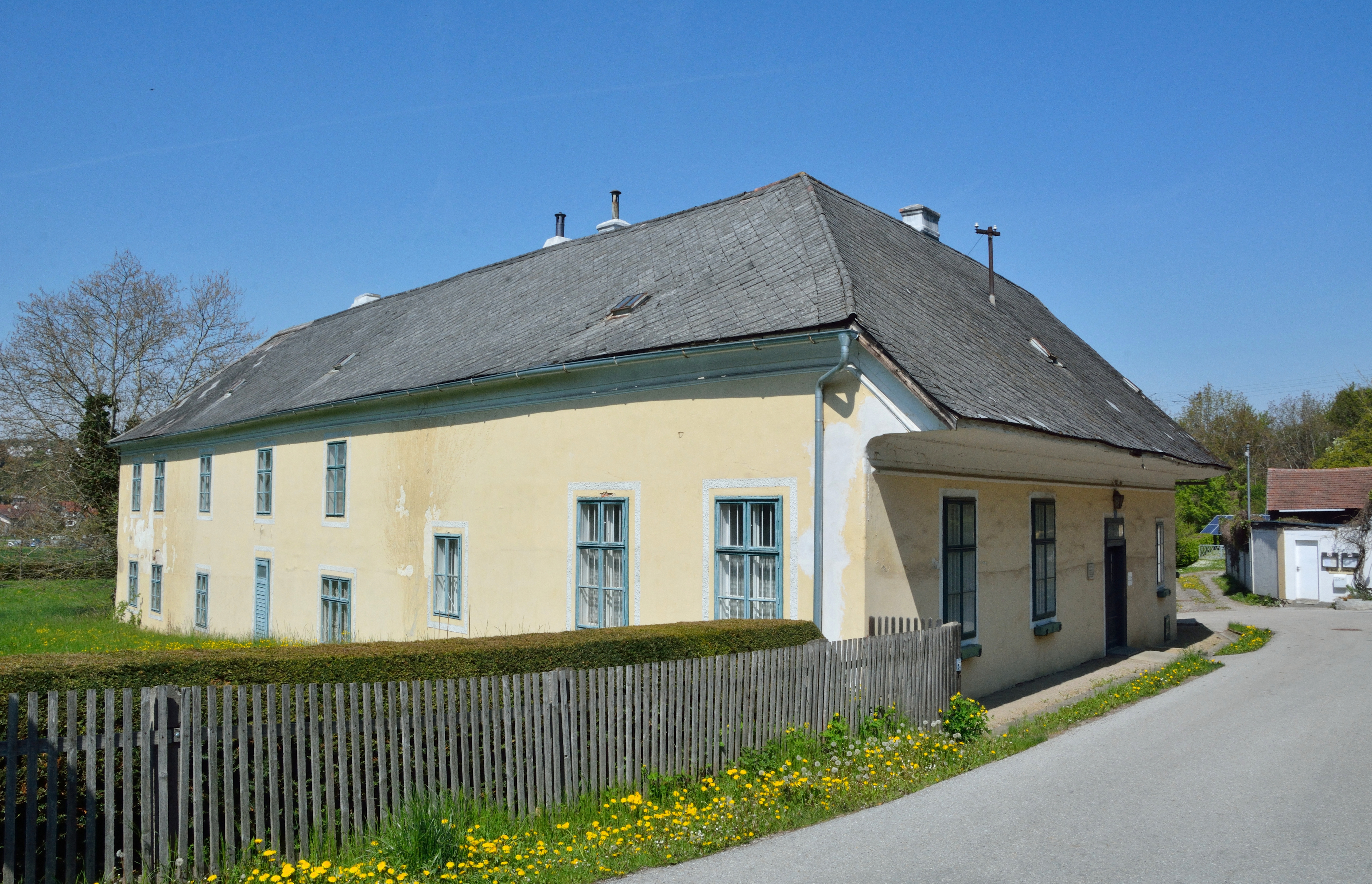
Wiesenhaus in Neulengbach

Das Wiesenhaus befindet sich am Alten Markt Nr. 14 in Neulengbach, Niederösterreich und ist in Besitz der Liechtenstein’schen Gutsverwaltung.

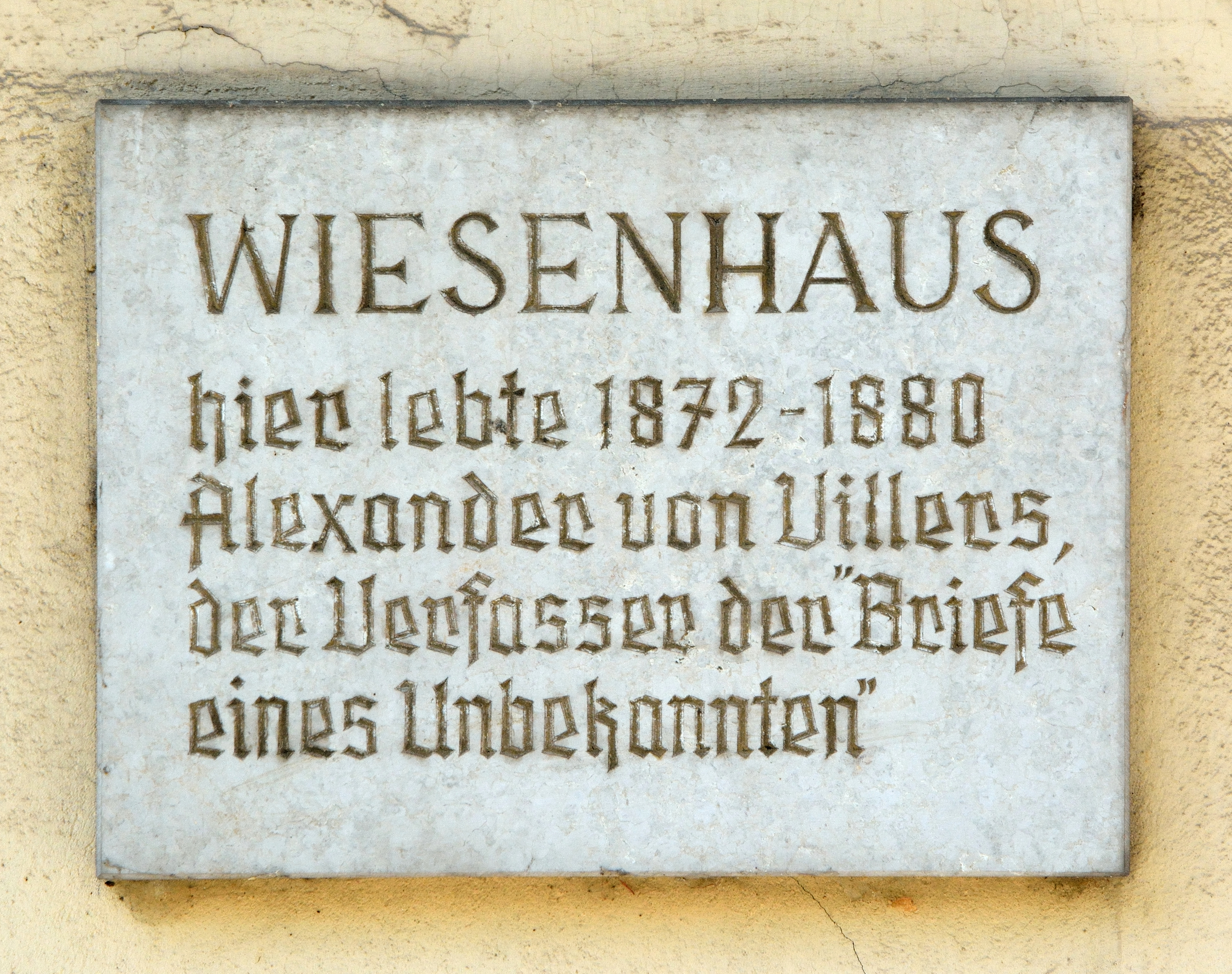
Gedenktafel für Alexander von Villers

Das spätbarocke Gebäude wurde vom Adelsgeschlecht der Liechtensteiner im 18. Jahrhundert errichtet. 1870 setzte sich Alexander von Villers im Wiesenhaus zu Ruhe und verfasste hier die Briefe eines Unbekannten. Bis heute befindet sich die fürstliche Gutsverwaltung im Wiesenhaus.